# نزوح السكان
نزوح العالم

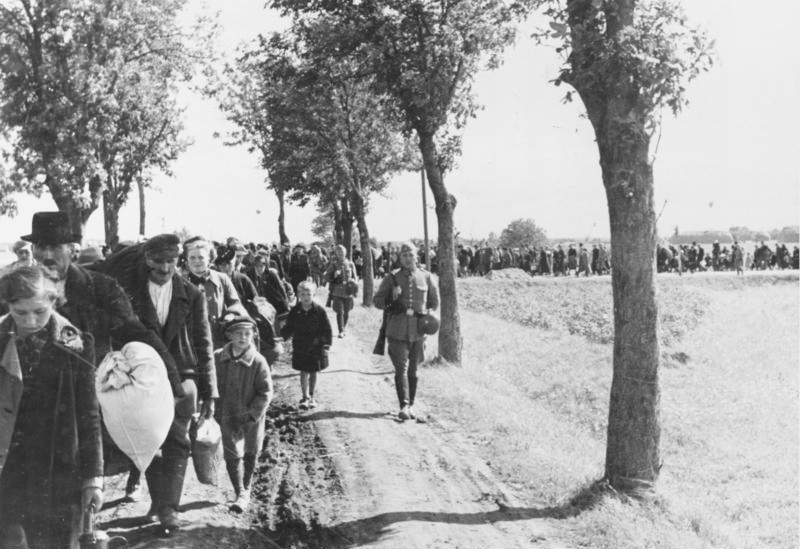

نزوح السكان هو تحرك مجموعة كبيرة من الناس من منطقة إلى منطقة أخرى، بسبب الهجرة القسرية التي تفرضها سياسة الدولة أو السلطة الدولية، وتكون في أغلب الأحوال مبنية على العرق أو الدين، ولكنها قد تحدث بسبب التطور الاقتصادي. يُعتبر النفي عملية مشابهة، ولكنها تُطبق قسريًا على الأفراد لا الجماعات.
تنزح الجماعة المتأثرة بالقوة إلى منطقة بعيدة، وغالبًا ما تكون تلك المنطقة غير ملائمة لطريقة حياتهم، ويسبب لهم ذلك أذى مستمر. وعلاوة على ذلك، تفقد الجماعات النازحة كل ممتلكاتها غير القابلة للنقل، وإذا كان النزوح عاجلًا، يفقدون الكثير من الممتلكات القابلة للنقل أيضًا. ربما يكون النزوح نتيجة رغبة أحد الأحزاب السياسية باستخدام الأرض التي عاش عليها السكان لأغراض أخرى، وقد يكون نتيجة كوارث بيئية أو اقتصادية تتطلب إبعاد السكان عن المنطقة.
كان آخر نزوح سكان على نطاق واسع في أوروبا بنفي 800 ألف من الألبان الإثنيين وتهجير 250 ألف آخرين، خلال حرب كوسوفو في عام 1999. أما نزوح السكان الأكبر في التاريخ فهو فرار وطرد الألمان (1944–1950) بعد الحرب العالمية الثانية، والذي تضمن أكثر من 12 مليون شخص. نُسبت الانتقالات السكانية الكبيرة في أوروبا إلى السياسات الإثنية التي قام بها جوزيف ستالين في الاتحاد السوفيتي. أقرب مثال معروف على نزوح السكان بسبب التطور الاقتصادي هو سد الممرات الثلاثة الذي أقامته الصين.

## تبادل السكان
تبادل السكان هو نزوح السكان في اتجاهين متعاكسين في نفس الوقت. يُعتبر تبادل السكان غير قسري من الناحية النظرية، ولكن تأثير هذا التبادل على الجماعتين غير متساوٍ، أو على الأقل فإن نصف سكان هذا التبادل قد تعرض للقوة من الطرف الأقوى أو الأكثر ثراء. حدثت تلك التبادلات مرات عديدة في القرن العشرين، مثل تبادل السكان بين الهند وباكستان أثناء انفصالهما الصدامي، وتبادل الإغريق المسلمون وإغريق الأناضول بين اليونان وتركيا، خلال تبادل السكان اليوناني التركي، إذ شمل 1.3 مليون يوناني أناضولي و354 ألف يوناني مسلم، أُجبر أغلبهم على اللجوء.

## قضايا
طبقًا لعالم السياسة نورمان فينكلشتاين، اعتبر نزوح السكان حلًا مقبولًا لمشكلات الصراعات الإثنية حتى الحرب العالمية الثانية، وربما استمر حلًا مقبولًا بعدها بفترة وجيزة. اعتبر النزوح وسيلة قاسية، ولكنها «ضرورية في الغالب» لإنهاء الصراعات الإثنية أو الحرب الأهلية الإثنية. سُهلت إمكانية نزوح السكان بعد بناء الطرق وشبكات السكك الحديدية منذ منتصف القرن التاسع عشر.
يختلف نزوح السكان عن الهجرة الفردية، ولكن هذا الفرق يصبح ضبابيًا في أوقات الحرب أو الهروب من الخطر أو المجاعات. إذا مررت الدولة خطابًا أن النزوح حدث نتيجة «قرارات شخصية»، فقد تدعي الدولة أنها غير ملومة بشأن هذا الطرد السكاني. كان من المستحيل لليهود الذين تخلوا عن الممتلكات في ألمانيا والنمسا خلال الفترة النازية، بالرغم من إجبارهم على فعل ذلك، أن يعودوا بعد الحرب العالمية الثانية، بسبب قدرة الحكومة على إدعاء «حجة القرار الشخصي بالمغادرة».

## المكانة المتغيرة في القانون الدولي
تطور القانون الدولي في نظره لنزوح السكان خلال القرن العشرين. قبل الحرب العالمية الثانية، كان نزوح السكان يحدث بمعاهدات مشتركة بين الطرفين، وكان مدعومًا من الهيئات الدولية مثل عصبة الأمم. استُقبل فرار وطرد الألمان بعد الحرب العالمية الثانية من وسط وشرق أوروبا بالتجريم من الحلفاء في المادة 13 من اتفاقية بوتسدام، ولكن البحث يظهر أن الوفدين الأمريكي والبريطاني قد عارضا بقوة حجم النزوح الذي حدث بالفعل، والذي تسارع في صيف 1945. شرح الأمر الصائغ الأساسي للمعاهدة جوفري هاريسون قائلًا إن المادة كان مقصودًا بها رفض طرد الألمان، وإيجاد طريقة مقبولة للترحيل مع مجلس التحكم في برلين لتنظيم تدفق السكان.
بدأت الموجات في العودة عندما أُعلن في محكمة نورنبيرغ أن التهجير القسري للسكان المدنيين جريمة حرب وجريمة ضد الإنسانية. تبنى الكثيرون هذا الرأي وامتد تأثيره خلال ما تبقى من القرن. شملت التغيرات إعطاء الحقوق للأفراد لمنع الدولة من إبرام الاتفاقات التي تجور على حقوقهم.
لا يزال الجدل قائمًا حول المكانة القانونية لنزوح السكان غير التطوعي: «كان ذلك مقبولًا كوسيلة لتسوية الصراع الإثني عندما تنزح جماعة من السكان، ولكن النزوح القسري للسكان اليوم يُعتبر انتهاكًا للقانون الدولي». لا يوجد تفريق قانوني بين النزوح أحادي الجانب أو تبادل السكان من الجانبين لأن حقوق كل فرد مستقلة عن خبرات الآخرين.
تحرّم المادة 49 من معاهدة جنيف الرابعة النزوح الجماعي من وإلى البقاع الواقعة تحت الاحتلال العسكري:
النزوح الفردي أو الجماعي، وطرد الأشخاص المكفولة لهم الحماية من البقاع المحتلة إلى منطقة الاحتلال الأصلية أو إلى أي دولة أخرى محتلة أو غير محتلة، محرم، بغض النظر عن الدافع... لا يمكن للسلطة المحتلة طرد أو تهجير أجزاء من سكانها المدنيين إلى المنطقة التي احتلّتها.

يقول تقرير صادر عن مفوضية منع التمييز وحماية الأقليات التابعة للأمم المتحدة (1993):
تؤيد الحالات التاريخية قناعة قائمة أن نزوح السكان ربما يكون اختيارًا لحل الأنواع المختلفة من الصراع، عبر دولة واحدة أو بين عدة دول. قد توفر الموافقة بين الدول المنوطة شرطًا لشرعية حل الصراع. إلا أن الشرط التأسيسي، وهو التطوع، نادر الإيفاء، بغض النظر عن هدف هذا النزوح. إذ يجب على النزوح، لكي يتوافق مع حقوق الإنسان، أن يتيح للنازحين اختيار البقاء في الوطن أو مغادرته.
أشار التقرير النهائي للمفوضية (1997) إلى العديد من الاتفاقيات القانونية والمعاهدات الداعمة لحجة أن نزوح السكان مخالف للقانون الدولي، إلا إذا حصلوا على موافقة السكان النازحين والسكان المستقبلين لهم. ويجب أن تكون هذه الموافقة حرة وخالية من أي ضغط مباشر أو غير مباشر.
يعرف نظام روما الأساسي للمحكمة الجنائية الدولية (المادة 7) «النزوح القسري للسكان» باعتباره جريمة ضد الإنسانية. أدانت المحكمة الجنائية الدولية ليوغوسلافيا السابقة عددًا من السياسيين والقادة العسكريين لارتكابهم جريمة التهجير القسري للسكان في تلك المنطقة.
يشمل التطهير العرقي «التهجير أو الترحيل القسري للسكان»، وربما تشمل القوة المستخدمة عددًا آخر من الجرائم، منها جرائم ضد الإنسانية. ربما يعسّر التعصب القومي الدعم الشعبي، بطريقة أو بأخرى، مع أو ضد التهجير بصفته حلًا للصراعات الإثنية القائمة أو المحتملة، وربما يؤجج الموقف بالداعمين لأي خطة مع البروباغاندا الداعمة كأداة سياسية يمكنهم تحقيق أهدافهم من خلالها.
يجادل تيموزي ف. واترز في «البنية القانونية للتطهير العرقي»، أن طرد الجماعات الإثنية الألمانية من شرق خط أودر-نايسه والسوديت، وغيرها من المناطق في أوروبا الشرقية، بدون مخاطبة قانونية قد أسّس لسابقة قانونية تسمح لعمليات مستقبلية من التطهير العرقي تحت القانون الدولي. إلا أن جاكوب كورنيديس قد فنّد ورقته في دراسته «السؤال الألماني السوديتي بعد توسع الاتحاد الأوروبي».

## في آسيا

### الإمبراطورية العثمانية
استخدمت الإمبراطورية العثمانية في بدايتها نزوح السكان لتغيير الخريطة الإثنية والاقتصادية للمنطقة. حتى عهد محمد الأول (1421)، هجّرت الإمبراطورية العثمانية قبائل تركية وجماعات التتار من المناطق الآسيوية من الإمبراطورية إلى البلقان. دُعمت العديد من تلك الجماعات لتكون جبهة عسكرية في مواجهة أوروبا المسيحية. وفي الوقت ذاته، هُجّرت بعض المجتمعات المسيحية من الأراضي المحتلة حديثًا في البلقان إلى الأناضول وتراقيا. بينما استمرت العامة بالوفود ذهابًا وإيابًا بين تلك الحدود، ركز الخلفاء مراد الثاني (1451) ومحمد الثاني (1481) على إعادة تنظيم المنطقة ديموغرافيًا. بعد احتلال مراد الثاني لسلونيكا، عززت الدولة من استقرار المسلمين على غيرهم من سكان الأناضول. ركزت ترحيلات محمد الثاني على إعادة إسكان القسطنطينية، المعروفة الآن بإسطنبول، بعد احتلالها عام 1453، لينتقل المسيحيون والمسلمون واليهود عبر العاصمة الجديدة للإمبراطورية. تُعد غابة بلغراد الهائلة، المسماة بعد نزوح سكان بلغراد إليها، إحدى آثار تلك الفترة.
منذ بايزيد الثاني (1512)، تواجه الإمبراطورية العثمانية صعوبات مع جماعات قزلباش الشيعية في شرق الأناضول. استمر التهجير القسري لأعضاء قزلباش حتى نهاية القرن السادس عشر. أمر الخليفة سليم الأول بنقل التجار والحرفيين والباحثين إلى إسطنبول من تبريز والقاهرة. أجبرت الدولة المسلمين بالنزوح إلى رودس والقبرص بعد احتلالهما في عام 1522 وعام 1571 على الترتيب، وأعادت توزيع الإغريقيين القبارصة إلى ساحل الأناضول.

### فلسطين
نزحت في فلسطين تحت الإنتداب البريطاني مجموعات سكانية تمايزت على أساس قومي-ديني، فتركز عزل يهود فلسطين تدريجيا ونزحو وامتصهم المجتمع اليهودي المهاجر، وفي حرب فلسطين ونكبة 1948، هُجّر حوالي 711 إلى 725 ألف من فلسطين وتكدسو كلاجئين في قطاع غزة (تحت الحكم المصري من 1949 حتى 1967) والضفة الغربية (تحت الحكم الأردني بين عامي 1949 حتى 1967)، وإلى الأردن وسوريا ولبنان. كذلك أُخليت تجمعات سكانية يهودية من المناطق التي وقعت تحت الحكم المصري والأردني، مثل مناطق جوش عتصيون والخليل والربع اليهودي من القدس، وامتصتهم دولة إسرائيل الناشئة.
أثناء حرب فلسطين عام 1948، أعدت منظمة الهاجاناه خطة دالت، التي يفسرها بعض الدارسون أنها تهدف بصورة أساسية إلى طرد الفلسطينيين.
نشأت فكرة تهجير العرب من فلسطين قبل نحو 50 سنة من هذه الصراعات. على سبيل المثال، كتب ثيودور حرزي في مذكراته أن الحركة الصهيونية «ستحاول رفع روح السكان المفلسين عبر الحدود بتوظيفهم في دول أخرى، وإنكار أي وظيفة لهم في الدولة». ولكن هذا التعليق لم يتعلق بالقضية الفلسطينية مباشرة. بعد مرور أربعين سنة، كانت واحدة من التوصيات في تقرير لجنة بيل البريطانية عام 1937 بنقل العرب من المنطقة المقترحة لتكون دولة لليهود، وشملت نزوحًا قسريًا من أراضي فلسطين. لم تعترض الحكومة البريطانية على هذه التوصية في بداية الأمر.

### فارس
كان نزوح السكان عبر الحدود مع العثمانيين في كردستان والقوقاز ذا أهمية إستراتيجية للصفويين. نُقل مئات الآلاف من الأكراد، مع مجموعات أخرى من الأرمن والآشوريين والأذر والتركمان بالقوة من حدود المنطقة وأعيد إسكانهم في داخل فارس. كانت تلك الطريقة المتبعة لقطع التواصل بين أعضاء هذه المجموعات والأعضاء الآخرين عبر الحدود، وتقليل عبورهم لها. كان أكراد خرسان جماعة مكونة من 1.7 مليون فرد رُحلوا من غرب كردستان إلى شمال خرسان، (الشمال الغربي لإيران الحالية) أثناء القرن السادس عشر والقرن الثامن عشر. نزح بعض الأكراد إلى الشرق الأبعد، إلى غرجستان وهندوكوش وجبال أفغانستان، وهي مناطق تبعد عن وطنهم في غرب كردستان بنحو 1500 ميل.